# Марков, Александр Владимирович (биолог)
Алекса́ндр Влади́мирович Ма́рков (род. 24 октября 1965) — российский биолог, палеонтолог, популяризатор науки. Доктор биологических наук, ведущий научный сотрудник Палеонтологического института РАН. С 2014 по 2023 заведующий кафедрой биологической эволюции МГУ. Профессор РАН (2016).
Лауреат главной в России премии в области научно-популярной литературы «Просветитель» (2011 год). Лауреат государственной премии «За верность науке» Министерства образования и науки РФ в категории «Популяризатор года» (за 2014 год).

## Биография
Окончил биологический факультет МГУ в 1987 году. В Палеонтологическом институте РАН с 1987 года. В 1990 году защитил кандидатскую диссертацию «Морфология, систематика и филогения морских ежей семейства SCHIZASTERIDAE», в 1993 году защитил докторскую диссертацию «Количественные закономерности макроэволюционного процесса: опыт применения системного подхода к анализу развития надвидовых таксонов».
Член ученых советов Палеонтологического института РАН, Государственного Дарвиновского музея, биологического факультета МГУ имени М. В. Ломоносова. Член редколлегий «Журнала общей биологии», «Вестника Московского университета. Серия 16. Биология».
Автор многочисленных научно-популярных статей, автор и ведущий научно-образовательного портала «Проблемы эволюции», ведущий научно-популярных программ радио «Свобода», сооснователь и один из авторов научно-популярного сайта «Элементы.ру». Автор фантастических и исторических произведений, в частности повести «Апсу», опубликованной в 1991 году. Председатель совета фонда «Эволюция». Экс-член комиссии РАН по борьбе с лженаукой и фальсификацией научных данных; эксперт РНФ.
После вторжения России на Украину Марков уехал в Турцию, через полтора месяца ненадолго вернулся в Россию, а с декабря 2022 года переселился в Израиль.
Жена — Елена Борисовна Наймарк, биолог, палеонтолог.

## Общественная позиция
В феврале 2022 года подписал открытое письмо российских учёных и научных журналистов с осуждением вторжения России на Украину и призывом вывести российские войска с украинской территории.

## Научный вклад
Автор более 130 научных публикаций по зоологии, палеонтологии, теории эволюции, исторической динамике биоразнообразия и другим направлениям эволюционной биологии. Медаль РАН по биологии. Премия X. Раусинга (1998 год). Внёс заметный вклад в развитие общей теории биологической макроэволюции и в математическое моделирование макроэволюционных процессов.
Совместно с А. В. Коротаевым им была показана применимость гиперболических и гиперэкспоненциальных моделей положительной обратной связи для математического описания макродинамики биологического разнообразия и долгосрочного эволюционного роста размера генома. Марков и Коротаев показали, что динамика родового разнообразия фанерозойской биоты значительно лучше описывается гиперболической моделью, широко используемой в демографии и макросоциологии, чем традиционно привлекавшимися для этой цели экспоненциальными и логистическими моделями, заимствованными из теории динамики популяций. Если последние предполагают отсутствие влияния межтаксонных взаимодействий на динамику разнообразия, за исключением соревнования за свободное экологическое пространство, то гиперболическая модель предполагает наличие в развитии биоты нелинейной положительной обратной связи второго порядка. Марков и Коротаев доказали, что в развитии биоты имеется нелинейная положительная обратная связь второго порядка между разнообразием и структурой сообществ (больше родов — выше альфа-разнообразие (среднее число родов в одном сообществе) — сообщества становятся более сложными, устойчивыми и «забуференными» — растет «таксономическая ёмкость» среды и средняя продолжительность существования родов; снижается темп вымирания — рост разнообразия ускоряется). Разработанная ими математическая модель динамики биоразнообразия, основанная на этом предположении, была подтверждена эмпирическими данными по динамике альфа-разнообразия.

## Критика

### Научно-популярных книг
Палеонтолог, писатель и публицист, кандидат биологических наук К. Ю. Еськов даёт положительную рецензию на двухтомник Маркова «Эволюция человека», в которой отмечается хороший язык, актуальность изложенной научной информации, а также то, что издание вызывает оптимизм и «гордость за современную науку».
Научный журналист и популяризатор науки Ася Казанцева в рецензии на книгу Маркова «Рождение сложности» отметила, что книга хорошо написана и издана, и что это «лучшая на сегодняшний день русскоязычная книга по эволюционной биологии». При оценке двухтомника «Эволюция человека» Ася Казанцева указывает на лёгкость восприятия книги, при том, что в ней описываются как конкретные исследования эволюции человека, так и сложные для понимания вопросы. Отмечается, что двухтомник заполнил информационный вакуум, существовавший в этой нише.
Книги Александра Маркова «Рождение сложности» и «Эволюция человека» в числе других научно-популярных книг всенаучной тематики в 2021 году были отмечены высокими оценками экспертов программы «Всенаука» и распространяются бесплатно в электронном виде по итогам реализации проекта «Дигитека».
Профессор, доктор биологических наук, заведующий лабораторией сравнительной этологии и биокоммуникации Института проблем экологии и эволюции им. А. Н. Северцова РАН Е. Н. Панов даёт рецензию на двухтомник Маркова «Эволюция человека», в которой говорится о «двойственном впечатлении». Панов отмечает, что издание содержит «полное и беспристрастное изложение антропогенеза» и соглашается с автором, что «большинство идей, изложенных в его книге, „находятся в рамках научного мейнстрима“». В заключении рецензии он даёт отрицательную оценку:
Любопытной особенностью творчества популяризаторов типа Дольника и Маркова, которые проводят широкие аналогии между поведением животных и человека, оказывается то, что они никогда не заглядывают в специальную литературу о естественном поведении людей. <…> В итоге всего сказанного, я при всём желании не могу присоединиться к восторженным отзывам о книге А. В. Маркова, которые он вывешивает на своем сайте.
В ответ А. В. Марков поясняет, что рецензент критикует его за то, что в книгах поддерживаются «некоторые хорошо обоснованные и прочно утвердившиеся в науке теории». Марков считает, что в популярной книге необходимо излагать в первую очередь «мейнстримные» идеи и указывает на «недостаточное понимание текста» Е. Н. Пановым.

### Другой популяризаторской деятельности
Российский археолог, этнолог и антрополог В. А. Шнирельман критикует взгляды Маркова на роль генов в формировании личности человека, и в особенности  взгляды Маркова на этнические различия между людьми, причисляя его к последователям научного расизма. Критика взглядов Маркова, изложенных в его лекциях на YouTube-канале «Культура» и в статье «Глупеет ли человечество?» в газете российских учёных «Троицкий вариант», основана на том, что Марков, по мнению Шнирельмана: 
- механически переносит результаты исследований животных на человека;
- цитирует единичные исследования без предоставления полной картины;
- западоцентричность цитируемых исследований;
- рассматривает проблемы только с точки зрения психологии и генетики при игнорировании исторических, социологических и политологических данных[20].

## Труды

### Монографии
- Марков А. В. Морфология, систематика и филогения морских ежей семейства Schizasteridae // Тр. ПИН РАН (т. 258). М.: 1994. 94 с.
- Марков А. В., Наймарк Е. Б. Количественные закономерности макроэволюции. Опыт применения системного подхода к анализу развития надвидовых таксонов. М.: Геос, 1998. 318 с.
- Марков А. В. Соловьёв А. Н. Морские ежи семейства Paleopneustidae (Echinoidea, Spatangoida): морфология, система, филогения // Тр. ПИН РАН (т.280). М.: ГЕОС, 2001. 109 с.
- Горюнова Р. В. , Марков А. В., Наймарк Е. Б. Эволюция и биогеография палеозойских мшанок. Результаты количественного анализа. М.: ГЕОС, 2004. 182 c.
- Гринин Л. Е., Марков А. В., Коротаев А. В. Макроэволюция в живой природе и обществе. Изд. 2. М.: Книжный дом «Либриком», 2009. 248 с. ISBN 978-5-397-00348-3
- Марков А. В., Коротаев А. В. Гиперболический рост в живой природе и обществе. М.: Книжный дом «Либриком», 2009. 200 с. ISBN 978-5-397-00481-7
- Гринин Л. Е., Марков А. В., Коротаев А. В. (Ред.). Эволюция: космическая, биологическая, социальная. М.: Книжный дом «Либриком», 2009. 367 с. ISBN 978-5-397-00652-1

### Статьи
- 2000. Возвращение Чёрной Королевы, или закон роста средней продолжительности существования родов в процессе эволюции // Журнал общей биологии 61/4: 357—370.
- 2001а. Новый подход к моделированию динамики разнообразия фанерозойской морской биоты // Журнал общей биологии 62/6: 460—471.
- 2001б. Новый подход к оценке динамики разнообразия фанерозойской морской биоты // Палеонтологический журнал 1: 3-12.
- 2002. О механизмах роста таксономического разнообразия морской биоты в фанерозое // Палеонтологический журнал 2: 3-13.
- 2003. Соотношение таксонов разных рангов в ископаемой летописи и реконструкция видового разнообразия морской биоты фанерозоя // Палеонтологический журнал 2: 1-10.
- 2005. Проблема происхождения эукариот // Палеонтологический журнал 2: 3−12.
- 2007. Динамика разнообразия фанерозойских морских животных соответствует модели гиперболического роста // Журнал общей биологии. 2007. № 1. С. 1-12 (совместно с А. В. Коротаевым).
- 2008. Гиперболический рост разнообразия морской и континентальной биот фанерозоя и эволюция сообществ // Журнал общей биологии. 2008. № 3. С. 175—194 (совместно с А. В. Коротаевым).
- 2009а. Symbiotic bacteria affect mating choice in drosophila melanogaster // Animal Behaviour. 2009. № 77. P. 1011—1017 (совместно с O.E. Lazebny, I.I. Goryacheva, M.I. Antipin, A.I. Kulikov)
- 2009б. Alpha diversity of phanerozoic marine communities positively correlates with longevity of genera // Paleobiology. 2009. Vol. 35, № 2. P. 231—250.
- 2016а. Evolutionary consequences of polyploidy in prokaryotes and the origin of mitosis and meiosis // Biology Direct. 2016. Vol. 11. P. 1-28. (совместно с I.S. Kaznacheev)
- 2016б. Decaying of artemia salina in clay colloids: 14-month experimental formation of subfossils // Journal of Paleontology. 2016. Vol. 90, № 3. P. 472—484. (совместно с E.B. Naimark, M.A. Kalinina, A.V. Shokurov, N.M. Boeva)
- 2016в. Decaying in different clays: implications for soft‐tissue preservation // Palaeontology. 2016. Vol. 59, № 4. P. 583—595. (совместно с E.B. Naimark, M.A. Kalinina, A.V. Shokurov, N.M. Boeva, L.Zaytseva)
- 2017а. Structure of mound-building ant settlements (genus formica) in Kuzokotsky peninsula (northern karelia) // Biological Communications. 2017. Vol. 62, № 2. P. 93-102. (совместно с A. Gilev, T. Putyatina)
- 2017б. Neoteny, prolongation of youth: from naked mole rats to «naked apes» (humans) // Physiological Reviews. 2017. Vol. 97, № 2. P. 699—720. (совместно с V.P. Skulachev, S. Holtze, M.Y. Vyssokikh, L.E. Bakeeva, M.V. Skulachev, T.B. Hildebrandt, V.A. Sadovnichii)
- 2018а. Mineral composition of host sediments influences the fossilization of soft tissues / E. Naimark, M. Kalinina, A. Shokurov et al. // Canadian Journal of Earth Sciences. 2018. Vol. 55. № 11. P. 1271—1283. (совместно с E. Naimark, M. Kalinina, A. Shokurov, L. Zaytseva, N. Boeva)
- 2018б. Does adaptation to different diets result in assortative mating? Ambiguous results from experiments on Drosophila // Journal of Evolutionary Biology. 2018. Vol. 31, № 12. P. 1803—1814. (совместно с E.G. Belkina, E.B. Naimark, A.A. Gorshkova)
- 2018в. Can aging develop as an adaptation to optimize natural selection? (Application of computer modeling for searching some conditions when the «fable about hares» is possible to explain the evolution of aging) // Biochemistry (Moscow). 2018. Vol. 83. № 12-13. P. 1504—1516. (совместно с M.A. Barg, E.Y. Yakovleva)
- 2019. Yeasts affect tolerance of drosophila melanogaster to food substrate with high nacl concentration // PLoS ONE. 2019. Vol. 14, № 11. e0224811. (совместно с A.S. Dmitrieva, S.B. Ivnitsky, I.A. Maksimova, P.L. Panchenko, A.V. Kachalkin)

### Научно-популярные книги
- Александр Марков. Рождение сложности. Эволюционная биология сегодня. Неожиданные открытия и новые вопросы. — Corpus, 2010. — 552 с. — 4000 экз. — ISBN 978-5-271-24663-0.
- Александр Марков. Эволюция человека. В 3 книгах.
  - Александр Марков. Эволюция человека. Книга 1. Обезьяны, кости и гены. — Corpus, 2012. — Т. 1. — 496 с. — (Династия). — 5000 экз. — ISBN 978-5-271-36293-4, 978-5-17-078088-4.
  - Александр Марков. Эволюция человека. Книга 2. Обезьяны, нейроны и душа. — Corpus, 2011. — Т. 2. — 512 с. — (Династия). — 5000 экз. — ISBN 978-5-271-36294-1, 978-5-17-078089-1, 978-5-17-078089-1.
  - Александр Марков, Елена Наймарк. Эволюция человека. Книга 3. Кости, гены и культура. — Corpus, 2021. — Т. 3. — 624 с. — (Династия). — 5000 экз. — ISBN 978-5-17-137580-5.
- Александр Марков, Елена Наймарк. Эволюция. Классические идеи в свете новых открытий. — Corpus, 2014. — 656 с. — (Династия). — 10 000 экз. — ISBN 978-5-17-083218-7.
- Александр Марков, Елена Наймарк. Перспективы отбора. От зелёных пеночек и бессмысленного усложнения до голых землекопов. — Corpus, 2019. — 416 с. — (Элементы). — 7000 экз. — ISBN 978-5-17-114115-8.

### Художественные произведения
- Троица. Историческая повесть о смутном времени.
- Мифы Древней Греции в оригинальном пересказе (том 3).
- Апсу. Фантастический роман по мотивам мифов разных народов. М.: Молодая гвардия, 1991. — 480с. ISBN 5-235-01908-3 Переиздано в 1992 г.
- Сага о Харальде Мореходе
- Сага о Западных землях (в соавторстве с Е. Марковой) // Варяжский пленник. М.: Терра, 1996.
- Сага об Эрлинге
- Южный поход Эрлинга
- Исторические повести о викингах. Опубликованы в 1997 г. («Терра»)
- Отражение Улле. М.: Армада, 1996. 393 с. ISBN 5-7632-0253-8
- Первая сказка (в соавторстве с Е. Марковой). Историко-фантастическая повесть про питекантропов.